# فارمینگ
Pharming یک نوع حمله هکرهاست که موجب هدایت ترافیک یک وب سایت به سایت جعلی دیگر می‌شود.

## مقدمه
عبارت pharming یک واژه جدید بر اساس واژگان farming و phishing است. Phishing یک حمله مهندسی اجتماعی است برای دسترسی به گواهینامه‌های دستیابی مانند نام کاربری و اسم رمز. در سال‌های اخیر pharming و fishing برای دسترسی به گواهینامه‌های دستیابی در سرقت‌های آنلاین به کار رفته‌اند.
Pharming تبدیل به یکی از نگرانی‌های عمده برای تجارت الکترونیک و وب سایت‌های بانکداری آنلاین شده‌است.
اقدامات پیشرفته‌ای که با عنوان anti-pharming شناخته شده‌اند، برای مقابله با این سرقت‌ها نیاز است. نرم‌افزارهای ضدویروس (رایانه) و نرم‌افزارهای پاک‌کننده جاسوس افزارها نمی‌توانند علیه pharming حفاظت کنند.

## نحوه کار
Pharming می‌تواند از طریق تغییر فایل‌های میزبان در یک کامپیوتر قربانی یا از طریق بهره‌برداری از قابلیت اسیب‌پذیری نرم‌افزارهای سامانه نام دامنه(DNS) صورت گیرد.

## قابلیت آسیب‌پذیری pharming در خانه
درحالی که یک تشخیص نام دامنه بدخواهانه می‌تواند از به خطر انداختن تعداد زیادی از گره‌های مطمئن، که در name lookup شرکت کرده‌اند، به دست آید، اکثر نقاط آسیب‌پذیر در نزدیکی گره‌های آخر اینترنت قرار دارد. به عنوان مثال ورودی‌های نادرست در فایل‌های میزبان desktop که name lookup را با تبدیل نام محلی خود به آدرس IP به دام می‌اندازد، یک هدف محبوب برای بدافزارها می‌باشد.
DesktoPها غالباً هدف‌های بهتری برای pharming هستند زیرا سرورهای اینترنتی مدیریت ضعیف تری روی آن‌ها دارند.
بدتر از حملات فایل میزبان(host-file)، به خطر افتادن یک رهیاب(router) محلی است. وظیفه رهیاب‌ها این است که یک سامانه نام دامنه مطمئن جهت دسترسی به شبکه برای کارخواه‌ها تعیین کنند. حال اطلاعات نادرست در اینجا می‌تواند موجب خرابی جستجوها برای کل شبکه محلی شود.
بر خلاف بازنویسی‌های فایل میزبان، به خطر افتادن مسیریاب‌های محلی به سختی کشف می‌شود.
رهیاب‌ها می‌توانند اطلاعات بدسامانه نام دامنه را به دو روش عبور دهند:
با پیکربندی بد و نادرست محیطهای موجود یا بازنویسی کامل نرم‌افزارهای تعبیه شده(aka firmware)
بسیاری از رهیاب‌ها برای Administratorها امکان تعیین یک سامانه نام دامنه ویژه و قابل اعتماد را در مکان پیشنهاد شده توسط گره‌های بالادستی (مانند ISP) فراهم می‌کنند.
یک حمله‌کننده می‌تواند یک سامانه نام دامنه را تحت کنترل خود درآورد و همه رزولوشن‌های بعدی از سرور نادرست عبور می‌کنند.
یک سناریو شامل java script بداندیش است که سامانه نام دامنه مسیریاب را تغییر می‌دهد و drive-by pharming نامیده می‌شود.
از سوی دیگر بسیاری از مسیریاب‌ها دارای توانایی جایگزینی سفت افزار (یعنی نرم‌افزار داخلی که سرویس‌های پیچیده‌تر دستگاه را انجام می‌دهند) خود هستند. مانند بدافزار در desktopها، جایگزینی یک سفت افزار هم به سختی می‌تواند کشف شود.
Pharming تنها یکی از انواع حملات است که می‌تواند سفت افزار نادرست نصب کند. سایر موارد شامل حمله مردی در میان، شنود، و… است. همانند پیکربندی نامناسب کل شبکه محلی در معرض این رفتارها قرار می‌گیرند.
این روش‌های pharming به خودی خود فقط از نظر آکادمیک مورد توجه هستند.
درحالی که مشتریان رهیاب‌های بی‌سیم‌ها در همه جا هستند و این خودنوعی آسیب‌پذیری کلان به وجود می‌آورد. دسترسی اجرایی به صورت بی‌سیم در اکثر این دستگاه‌ها امکان‌پذیر است. علاوه بر این چون این رهیاب‌ها غالباً با محیط‌های پیش‌فرض خود کار می‌کنند، رمزهای اجرایی معمولاً بدون تغییر باقی می‌مانند.
حتی زمانی که رمزهای اجرایی تغییر می‌کنند بسیاری از آن‌ها از طریق حملات dictionary قابل حدس زدن هستند، چون بیشتر مشتریان رهیاب‌های بی‌سیم خطاهای زمانی را برای ورود به سیستم (login)های نا موفق نشان نمی‌دهند.
وقتی دستیابی اجرایی تأیید شد، همه محیط‌های رهیاب حتی خود سفت افزار ممکن است تغییر کند. این فاکتورها برای به خطر انداختن رهیاب‌ها استفاده می‌شوند. این حملات به سختی ردیابی می‌شوند زیرا خارج از خانه یا ادارات کوچک و خارج از اینترنت روی می‌دهند.

## موارد pharming
در ژانویه سال ۲۰۰۵، نام دامنه برای یک ISP بزرگ، panix، به سرقت رفت برای اشاره کردن یک وب سایت در استرالیا. هیچ زیان مالی وارد نشد.
در ژانویه سال ۲۰۰۸، Symantec یک drive-by pharming را گزارش کرد که علیه یک بانک مکزیکی هدایت شده بود.